# Zadarska sfinga
Zadarska sfinga, kip sfinge u Zadru. Najveća je u ovom dijelu Europe. Dao ju je izraditi zadarski konzervator i slikar Giovanni Smirich. Izrada se poklopila s gradnjom prve vile (villa Atilla) u zadarskoj uvali Maestral, s engleskim perivojem, u kojem je podigao eksedru i kip Sfinge. Objekti su podignuti u historicističkom stilu, odnosno izgled je posljedica romantičarskog i klasicističkog razmišljanja 19. stoljeća kad se osobito njegovala ljubav prema egzotičnom.
Smirich je dao izraditi kip Sfinge u spomen na voljenu suprugu Attiliju, koja je prerano umrla. Prema romantičnoj legendi, kip ispunjava ljubavne želje.
Sfinga je izrađena 1918. godine. Usmjerena prema istoku, i uobičajeni obrazac postavljanja sfingi. Baza je izvedena u kamenu. Ostatak je izliven u betonu, što navodi na zaključak da je Smirić se služio nekakvim kalupom. Ispred sfinge bio je bazenčić u školjkasta oblika u kojem su plivale zlatne ribice. Poput ostalih sfingâ, ima ljudsku glavu i lavlje tijelo. Od ostalih se razlikuje što su umjesto lavljih prednjih šapa ima ljudske ruke (poput uzora u Dioklecijanovoj palači) koje čvrsto drže mač. Mač je razbijen poslije drugoga svjetskog rata. Rep je privijen uz desni dio tijela. Kosa je skupljena u pletenicu. Na glavi sfing je nemes, tipično egipatsko pokrivalo, koji s bočnih strana rese hijeroglifi. Neobičnost je detalj hijeroglifa u obliku posvetnog natpisa koji je obično na prsima, a ovdje je na nemesu. Uloga im je dekorativna. Na prsima je pak bio reljef orla, uništen poslije drugoga svjetskog rata. Lice je dostojanstvena i stroga izraza. Neki su smatrali da je lice sfinge portret Smirićeve supruge kontese Atillije Spineda de Cataneis, što je odbačeno. Danas su zbog sustavna zapuštanja lokaliteta bazenčić i sfingine ruke djelimice pod zemljom. Urbane legende i ljudska gramzivost oštetile su spomenik. Neutemeljene urbane legende o zakopanom blagu ispod sfinge privukle su lovce na blago koji su zbog šuplje priče iskapanjima vrlo oštetili spomenik. Kružile su i legende da je ovo grobnica. Bilo je i zlobnih legendâ, gdje su tvrdili da je Smiricheva supruga bila toliko ružna da joj je iz osvete sagradio sfingu.
Sfingu i njezinu povijest istraživao je osobito Želimir Maštrović.
Grad Zadar prepoznao je danas njezin turistički potencijal te je revitalizirao Sfingu i okolni park u kojem je smještena na Brodarici.